# 霍斯特马尔
霍斯特马尔是德国北莱茵-威斯特法伦州的一个市镇。总面积44.75平方公里，总人口6426人，其中男性3256人，女性3170人（2011年12月31日），人口密度144人/平方公里。